# Bonne-Espérance
Bonne-Espérance è un comune del Canada, situato nella provincia del Québec, nella regione di Côte-Nord.